# Яровське
Я́ровське (рос. Яровское) — село у складі Казанського району Тюменської області, Росія.
Населення — 732 особи (2010, 765 у 2002).
Національний склад станом на 2002 рік:
- росіяни — 89 %